# Paral·lel 49° sud
El paral·lel 49° sud és una línia de latitud que es troba a 49 graus sud de la línia equatorial terrestre. Travessa l'oceà Atlàntic, l'Oceà Índic, l'Oceà Pacífic i Amèrica del Sud.
En aquesta latitud el sol és visible durant 16 hores, 12 minuts durant el solstici d'hivern i 8 hores, 14 minuts durant el solstici d'estiu.

## Geografia
En el sistema geodèsic WGS84, al nivell de 49° de latitud sud, un grau de longitud equival a 73,171 km; la longitud total del paral·lel és de 26.342 km, que és aproximadament 66,0% de la de l'equador, del que es troba a 5.430 km i a 4.572 km del pol Sud

## Arreu del món
A partir del Meridià de Greenwich i cap a l'est, el paral·lel 49° sud passa per: 
| Coordenades                              | País. Territori o mar                   | Notes                                              |
| ---------------------------------------- | --------------------------------------- | -------------------------------------------------- |
| 49° 0′ S, 0° 0′ E / 49.000°S,0.000°E     | Oceà Atlàntic                           |                                                    |
| 49° 0′ S, 20° 0′ E / 49.000°S,20.000°E   | Oceà Índic                              |                                                    |
| 49° 0′ S, 68° 48′ E / 49.000°S,68.800°E  | Terres Australs i Antàrtiques Franceses | Illes Kerguelen                                    |
| 49° 0′ S, 69° 36′ E / 49.000°S,69.600°E  | Oceà Índic                              |                                                    |
| 49° 0′ S, 147° 0′ E / 49.000°S,147.000°E | Oceà Pacífic                            | Passa al nord de les illes Antípodes, Nova Zelanda |
| 49° 0′ S, 75° 35′ O / 49.000°S,75.583°O  | Xile                                    | Arxipèlag Patagó i continent                       |
| 49° 0′ S, 72° 59′ O / 49.000°S,72.983°O  | Argentina                               |                                                    |
| 49° 0′ S, 67° 31′ O / 49.000°S,67.517°O  | Oceà Atlàntic                           |                                                    |